# 뎃토리콘

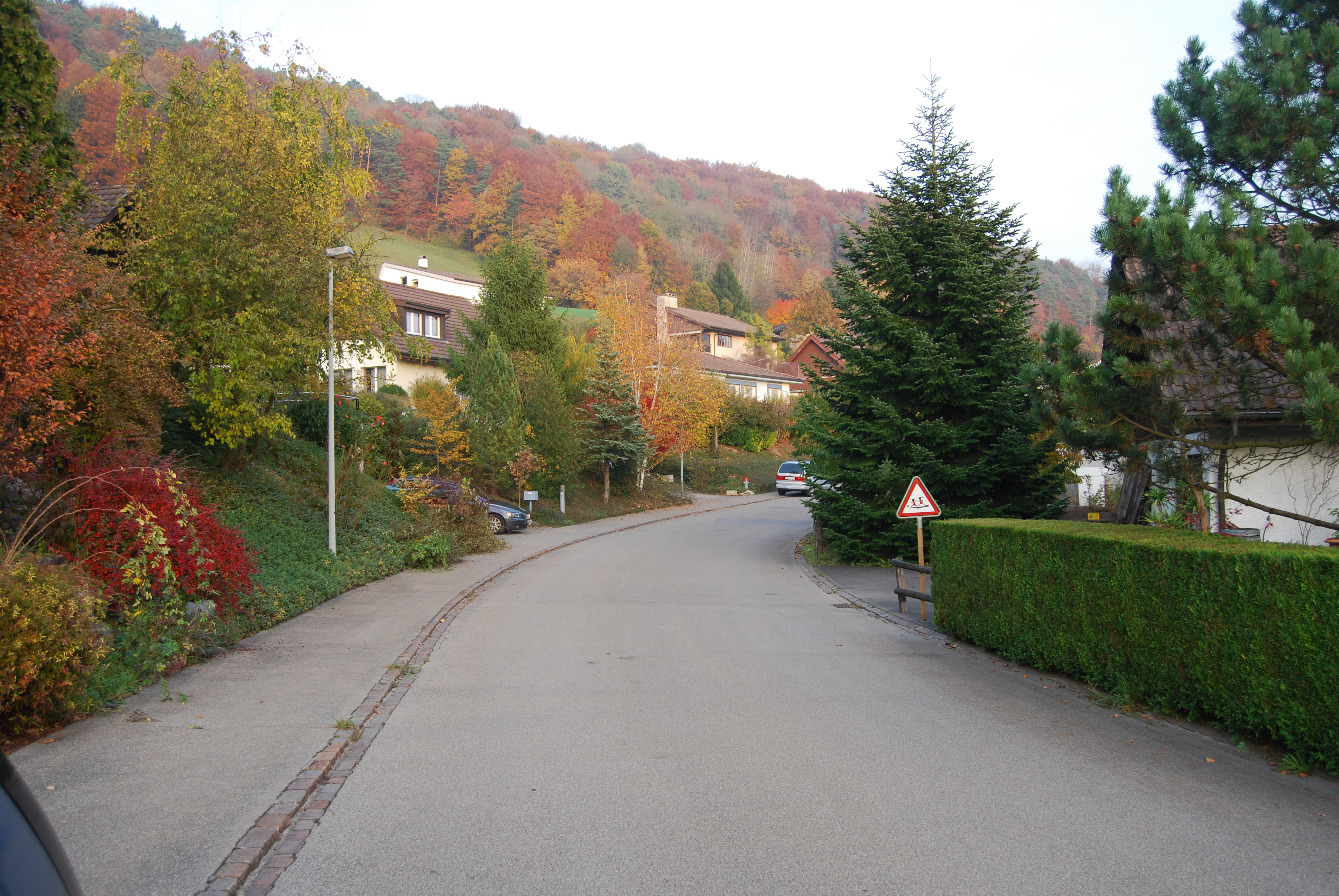
뎃토리콘

뎃토리콘(독일어: Dättlikon)는 스위스 취리히주에 위치한 도시로 면적은 2.89km2, 높이는 386m, 인구는 781명(2016년 12월 기준), 인구 밀도는 270명/km2이다.

시 문장